# Ștefan Burghiu
Stefan Burgiu là một cầu thủ bóng đá Moldova hiện đang thi đấu cho Petrocub-Hîncești cho mượn từ Zimbru Chișinău. Từ năm 2014, anh là một thành viên của Đội tuyển bóng đá quốc gia Moldova.

## Danh hiệu
Zimbru Chișinău
- Cúp bóng đá Moldova (1): 2013–14
- Siêu cúp bóng đá Moldova (1): 2014